# Parmatergus lens
Parmatergus lens är en spindelart som beskrevs av Emerit 1994. Parmatergus lens ingår i släktet Parmatergus och familjen hjulspindlar.
Artens utbredningsområde är Madagaskar. Inga underarter finns listade i Catalogue of Life.